# Lita Liem
Lita Liem (27 febbraio 1946) è un'ex tennista indonesiana.
È conosciuta anche come Lita Sugiarto.

## Carriera
Nei tornei del Grande Slam ha ottenuto il suo miglior risultato raggiungendo i quarti di finale di doppio agli Australian Open nel 1970, e a Wimbledon nel 1971, entrambi in coppia con la connazionale Lany Kaligis.
In Fed Cup ha disputato un totale di 38 partite, collezionando 17 vittorie e 21 sconfitte.